# Wampir Vittorio
Wampir Vittorio – powieść z cyklu Nowe kroniki wampirów autorstwa Anne Rice. Pierwsze wydanie miało miejsce w roku 1999, natomiast polskie – w roku 2003.
Powieść opowiada o przeżyciach Vittoria, XV-wiecznego szlachcica, który wkrótce miał stać się wampirem. Jego beztroskie przeżycie przerywa napad wampirów na jego dom, z którego ratuje go wampirzyca Urszula. Vittorio wyrusza w podróż, która kończy się kolejnym spotkaniem z bandytami i przemienieniem w wampira, a następnie zemstą na prześladowcach.